# カンフー・ジミー・チャウ
カンフー・ジミー・チャウ(Kung Fu Jimmy Chow)は、Camp Chaos Entertainmentが作成し、Heavy.comで2007年5月から公開している、アニメとモール文化を皮肉ったオンラインCGアニメーション。主人公ジミー・チャウがマスターの仇パープル・レディを探して忍者と戦う。
日本のアニメを強く意識したキャラクターデザインで、忍者の出てくるストーリーにも影響が見られる。日本ではとても放映出来ないような残虐な表現と、でたらめな日本語が特徴。

## 登場人物
- ジミー・チャウ(Jimmy Chow)
  - ショッピング・モールでバイトする、カンフーが得意な少年。アイスのスプーンやCDやWiiリモコンなどといった日用品で敵を殺害するほどの身体能力を持つ。また、バイクの操作技術も高い。「Happy awesome power!」が口ぐせ。紫色の乳首が弱点。頭にかけているゴーグルはマスター・チェンの遺品。結構女の子にはモテる様子。
  - 苗字のチャウは漢字で『曹』と描く。

- レインボー・レン(Rainbow Ren)
  - エピソード2から登場。ローカル紙の記者で、ジミー・チャウの復讐を手助けしつつ、それを「Over The Rainbow」というブログにUPしている。レズビアンで、見かけた女の子とよく濃厚なキスをしているが、本命はあくまでもジミー・チャウの模様。眼鏡と短髪が特徴的な巨乳美女。

- パープル・レディー(The Purple Lady)
  - マスター・チェンをジミー・チャウの目の前で殺害した女。忍び装束を身に着け、京劇の面を被っている。本作でも一・二を争うサイズの巨乳。武器は日本刀で、二刀流を使用する。自らの行動を邪魔する者は部下であっても容赦なく手にかける。ジミー・チャウとマスター・ミンミンの二人相手でも互角に渡り合うほどの猛者。
  - エピソード11にてレインボー・レンを拉致し、ジミー・チャウとの最終決戦を行う。

- リトル・ボーイ(The Little Boy)
  - 色付きのパンダの着ぐるみを着た小さな男の子。毎回突然現れ、映画から引用した台詞をつぶやく。エピソード5でこれは死んだマスター・チェンの生まれ変わった気だと明らかになる。

- マスター・チェン(Master Chen)
  - ジミー・チャウの師匠。師弟そろって弱点は紫乳首。6年前にパープル・レディーに背後から首を刎ねられ、死亡した。

- マスター・ジューン・リー(Master Joon Ree)
  - エピソード3から登場。パープル・レディーの師匠。左腕がない禿頭の老人。ジャイアント・パープル・メカを作った。

- マスター・ミンミン(Master Ming Ming)
  - エピソード9で登場。カンフー・マスターの少女。茶色い髪で、大きな水色の蝶ネクタイとミニスカートがチャームポイント。最初はハムスターに化けていた。ジミー・チャウと互角に渡り合うほどの実力を持ち、最初こそ彼と敵対していたが、ジミー・チャウに敗北したことによりその実力を認め、一時的に手を組む。

- ユー・ファット(Yuu Fat)
  - エピソード8で登場。レインボー・レンの新しいガールフレンド。金髪で巨乳。ジミー・チャウのバイクに乗っていたところを彼に押しのけられ、そのことを罵倒したのでレインボー・レンに張り倒されて失神し、そのままフェードアウトしたかに見えたが、その正体はパープル・レディ配下のくノ一だった。
  - エピソード12にてジミー・チャウと対決し、拳銃で右腕を打ち抜きトドメを刺しに向かったところをジミー・チャウに両脚で首を挟まれ、倒された（死亡したわけではない）。

- パープル・ニンジャ(The Purple Ninjas)
  - パープル・レディーの手下たち。尻を丸出しにしている。毎回出てきてはいつも血みどろの酷い死に方をする。基本的にバカしかおらず、互いに足を引っ張り合ってばかりいる。

- 猿(The monkey)
  - パープル・ニンジャと共に襲ってくるパープル・レディーの猿。噛み付き攻撃が得意。少なくともパープル・ニンジャより使える。

- ジャイアント・パープル・メカ(The Giant Purple Mecha)
  - マスター・ジューン・リーの作った人型巨大ロボ。中でパープル・ニンジャ達がWii型リモコンで操縦していた。圧倒的なパワーを誇りジミー・チャウとレインボー・レンを追い詰めるも、自らのパワーを利用されて胸部装甲を破壊され、内部でパイロットをジミー・チャウに全滅させられて倒される。

- ファンの女の子たち(The Fangirls)
  - どこにでも現れる、ジミー・チャウのファンたち。エピソード6でジャイアント・パープル・メカに潰されたが、何事もなかったかのように復活している。とてつもない肉食系女子で、ジミー・チャウのためなら裸体を見せることもいとわないが、しつこすぎるそれらのアピールによりジミー・チャウからは呆れられている。

## 各話一覧

### パイロット版
- タイトル: 31(サーティーワン)少林風味
- リトル・ボーイの台詞: Meat helmet
- FREEZING ROCKアイスクリームショップ

パイロット版はアイス・エイジに参加したCGアニメーター、Floyd Bishopが作成している。Bishop Animationが作成しているが、2話以降は関わっていない。

#### 概要
パイロット版でジミー・チャウは、Freezing Rockアイスクリームでファンの女の子たちにアイスを売っている。すると突然アイスクリームの中とバスルームから忍者が現れ、忍者の持っていた猿がジミーに襲いかかる。ジミーはジャンプして猿を送風機に叩き付け、猿の吐いたゲロが女の子たちに降り注ぐ。続いて増援の忍者軍団が現れ、首領のパープル・ナープルがジミーの乳首を激しくつねる。絶体絶命のピンチに陥るジミーだったが、床に落ちていたアイスのスプーンに手を伸ばして忍者たちを切り刻む。ジミーはパープル・レディーへの復讐を叫ぶ。逃げ出した猿は屋上にいたパープル・レディーの元に戻り、パープル・レディーは空中へ消え去るのだった。

### エピソード2
- タイトル: ホット・ゴシックの忍者大虐殺
- リトル・ボーイの台詞と元ネタ: Cover me, Porkins　スター・ウォーズ エピソード4/新たなる希望
- 舞台: Hot Gothic

### エピソード3
- タイトル: パープル・ニンジャの頭突き攻撃
- リトル・ボーイの台詞: Go the Norsemen!
- 舞台: BS games

### エピソード4
- タイトル: パープル・レディーと臭い老人
- リトル・ボーイの台詞と元ネタ:You stay classy, San Diego　アンカーマン:ザ・レジェンド・オブ・ロン・バーガンディ
- 舞台: パープル・レディーの隠れ家

### エピソード5
- タイトル: 過去から来たマスター、よみがえる気の肉体
- リトル・ボーイの台詞と元ネタ: There is no 'I' in team, but there is an 'i' in 'pie'　ショーン・オブ・ザ・デッド
- 舞台: BUCKSコーヒー

### エピソード6
- タイトル: ジミー・チャウ vs ジャイアント・パープル・メカ
- リトル・ボーイの台詞と元ネタ: Dude, You look like a Man O' Lantern　40歳の童貞男
- 第1シーズン最終話

### エピソード7
- タイトル: ジミー・チャウの完璧な逆襲！
- リトル・ボーイの台詞と元ネタ: Just a fly in the ointment, Hans. The monkey in the wrench　ダイ・ハード

### エピソード8
- タイトル: ヒーローと戦うスター集合
- リトル・ボーイの台詞と元ネタ: Bumblebee, stop lubricating on the man　トランスフォーマー
- 舞台: MUST BUY電器店

### エピソード9
- タイトル: 汚い小動物とカンフー
- リトル・ボーイの台詞と元ネタ: Here's McLovin, a 25-year old organ donor　Superbad
- 舞台: PETS MAX福岡店

### エピソード10
- タイトル: きわどい下着店での戦い
- 舞台: VICTORIA'S SUPER JUICY（ビクトリア・ランジェリーショップ）

## スタッフ

### 制作
- 製作: Camp Chaos, Heavy.com
- 制作: Bob Cesca, John Christian Plummer
- 監督・脚本・編集・音楽: Bob Cesca
- キャラクターデザイン: Glenn Andrean
- CGモデル: Joel Moser, Pedram Shohadai, Elia Filippone, Floyd Bishop
- アニメ: Joel Moser, Thomas D. Moser, Ben Brigham
- パイロット版: Floyd Bishop
- OPテーマ: Billy Sherwood
- 日本語訳: Michi Sherwood

### キャスト
- ジミー・チャウ: Jason Nash
- レインボー・レン、パープル・レディ、ユー・ファット、ファンの女の子たち: Maia Guest
- パープル・ニンジャ: Bob Cesca, John Christian Plummer
- リトル・ボーイ: Charlie Plummer-Guest
- マスター・ジューン・リー、マスター・チェン: John Christian Plummer
- マスター・ミンミン: Maia Guest(女の子)、Bob Cesca(動物)